# Аеропорт Штутгарт/Мессе (станція)
48°41′24″ пн. ш. 9°11′22″ сх. д. / 48.69° пн. ш. 9.18944° сх. д.
Станція Аеропорт Штутгарт/Мессе (нім. Stuttgart Flughafen/Messe) — станція в мережі Stuttgart S-Bahn. 
Попри свою назву, станція знаходиться не в місті Штутгарт, а в Ляйнфельден-Ехтердінген.

## Штутгарт 21
У рамках проекту Штутгарт 21 через станцію в майбутньому курсуватимуть міжміські та регіональні потяги до/із залізниці Штутгарт — Гаттінген. 
Цьому сприятиме запропоноване нове відгалуження, що сполучається з новою швидкісною залізницею Штутгарт – Вендлінген (до/зі станції Штутгарт-Головний). 
Крім того, сусідня станція Фільдер буде побудована як двоколійна станція для міжміських перевезень до/з нової високошвидкісної залізниці Вендлінген–Ульм та регіональних сполучень, що курсують до/зі   станції Тюбінген-Головний.
Північний кінець платформи в майбутньому буде використовуватися для поїздів далекого та регіонального сполучення. 

Висота входу платформи буде адаптована для цього трафіку шляхом зменшення висоти платформи до 76 см шляхом підвищення колії; сама платформа залишиться без змін. 

Планується подовжити платформу приблизно до 300 м і створити дві підвищені вхідні зони для поїздів S-Bahn. 

## Операції
Станцію обслуговує Stuttgart S-Bahn. 
З колії 1 поїзди S-Bahn курсують до Фільдерштадта. 
З колії 1 поїзди S-Bahn курсують до станції Штутгарт-Рор. 
Потяги S-Bahn лінії S3 здебільшого зупиняються на платформі 2. 
Для виходу пасажирів є два ескалатори, кожен з яких веде на мезонін. 
Західний кінець мезоніну з’єднується з терміналом 1 аеропорту та виставковим центром. 
До термінала 3 можна потрапити зі східного кінця мезоніну.
Станція Аеропорт Штутгарт/Мессе класифікується Deutsche Bahn як станція категорії 4.

### S-Bahn
| Лінія | Маршрут |
| ----- | --- |
| S2    | Шорндорф – Вайнштадт – Вайблінген – Штутгарт-Бад-Канстатт – Штутгарт-Головний – Штутгарт-Швабштрасе – Штутгарт-Файгінген – Штутгарт-Рор – Аеропорт Штутгарт/Мессе – Фільдерштадт |
| S3    | Бакнанг – Вінненден – Вайблінген – Штутгарт-Бад-Канстатт – Штутгарт-Головний – Штутгарт-Файгінген – Штутгарт-Рор – Аеропорт Штутгарт/Мессе                                       |